# Rialto (Itàlia)
Rialto (en lígur: Riätu) és un comune (municipi) a la província de Savona, a la regió italiana de la Ligúria, situat uns 60 km al sud-oest de Gènova i uns 20 km al sud-oest de Savona. A 31 de desembre de 2004, tenia 570 habitants i una superfície de 19,9 km².
Rialto limita amb els següents municipis: Bormida, Calice Ligure, Calizzano, Magliolo, Osiglia i Tovo San Giacomo.

## Ciutats agermanades
Rialto està agermanat amb:
- Cauto Cristo, Cuba